# Elasmus languidus
Elasmus languidus är en stekelart som beskrevs av De Santis 1964. Elasmus languidus ingår i släktet Elasmus och familjen finglanssteklar. Inga underarter finns listade i Catalogue of Life.